# Paracheilinus hemitaeniatus
 Paracheilinus hemitaeniatus és una espècie de peix de la família dels làbrids i de l'ordre dels perciformes.

## Hàbitat
És una espècie marina que viu en aigües amb una temperatura compresa entre els 23 i els 27 °C.

## Distribució geogràfica
Es troba a Madagascar i a Comoros.